# Cataulacus theobromicola
Cataulacus theobromicola är en myrart som beskrevs av Santschi 1939. Cataulacus theobromicola ingår i släktet Cataulacus och familjen myror. Inga underarter finns listade.